# Peach Springs
Peach Springs es un lugar designado por el censo ubicado en el condado de Mohave en el estado estadounidense de Arizona. En el Censo de 2010 tenía una población de 1090 habitantes y una densidad poblacional de 53,18 personas por km².

## Geografía
Peach Springs se encuentra ubicado en las coordenadas 35°31′53″N 113°25′55″O / 35.53139, -113.43194. Según la Oficina del Censo de los Estados Unidos, Peach Springs tiene una superficie total de 20.5 km², de la cual 20.5 km² corresponden a tierra firme y (0%) 0 km² es agua.

## Demografía
Según el censo de 2010, había 1.090 personas residiendo en Peach Springs. La densidad de población era de 53,18 hab./km². De los 1.090 habitantes, Peach Springs estaba compuesto por el 1.56% blancos, el 0.46% eran afroamericanos, el 96.33% eran amerindios, el 0% eran asiáticos, el 0% eran isleños del Pacífico, el 0.28% eran de otras razas y el 1.38% pertenecían a dos o más razas. Del total de la población el 3.03% eran hispanos o latinos de cualquier raza.